# リッキー・マルティネス
リカルド・ホセ・マルティネス（Ricardo Jose Martinez、1988年4月20日 - ）は、アメリカ合衆国メリーランド州ボルティモア出身のプロ野球選手(投手)。

## 経歴
2012年11月にパナマで行われた第3回WBC予選のニカラグア代表に選出された。

## 詳細情報

### 代表歴
- 2013 ワールド・ベースボール・クラシック・ニカラグア代表